# Yoncq
Yoncq ist eine französische Gemeinde mit 85 Einwohnern (Stand 1. Januar 2022) im Département Ardennes der Region Grand Est (bis 2015 Champagne-Ardenne). Sie gehört zum Arrondissement Sedan und zum Gemeindeverband Portes du Luxembourg.

## Geografie
Die Gemeinde Yoncq liegt auf etwa 230 Metern Meereshöhe, etwa 25 Kilometer von der Grenze zwischen Belgien und Frankreich entfernt. Nächstgrößere Städte sind Sedan (17 Kilometer) und Charleville-Mézières (35 Kilometer entfernt).
Das 15,58 Quadratkilometer große Gemeindegebiet im Osten des Départements Ardennes umfasst einen Abschnitt des Yoncq-Tales. Der 17 Kilometer lange linke Maas-Nebenfluss Yoncq verläuft in Südwest-Nordost-Richtung in einer schmalen, bis 400 Meter breiten Talniederung. Leicht erhöht und hochwassersicher erstreckt sich das Dorf Yoncq entlang des rechten Flussufers. An einigen Stellen hat sich der Fluss bis zu 70 Meter tief in das Plateau zwischen Maas und Aisne eingegraben. Oberhalb der Talaue herrscht in einer leicht gewellten Landschaft Ackerland vor, die Flusshänge sind meistens bewaldet, ein großes zusammenhängendes Waldgebiet befindet sich im Norden des Gemeindegebietes. Hier wird mit 302 Metern zwei Kilometer nordwestlich des Dorfkerns die höchste Erhebung von Yoncq erreicht. Im Süden berührt das Gebiet der Gemeinde den 20 Quadratkilometer großen Forêt de Belval.
Die Häuser der Siedlung, von denen einige verlassen und baufällig sind, gruppieren sich entlang der zwei parallel zum Fluss verlaufenden Straßen, den Kern bildet die etwas erhöht stehende Kirche Saint-Rémi. Nordöstlich und südwestlich des Dorfkerns sowie auf der gegenüberliegenden Flussseite schließen sich Gebäude von Landwirtschaftsbetrieben an (Stallungen, Maschinenhallen).
Nachbargemeinden von Yoncq sind Autrecourt-et-Pourron im Norden, Mouzon im Nordosten, Beaumont-en-Argonne im Südosten und Süden, La Besace im Südwesten sowie Raucourt-et-Flaba im Nordwesten.

## Geschichte
Yoncq und die unmittelbare Umgebung war im Deutsch-Französischen Krieg (Gefecht bei Beaumont) sowie im Ersten Weltkrieg (unter anderem bei der Meuse-Argonne-Offensive) Schauplatz erbitterter Gefechte. 1793 hatte der Gemeindename noch die Schreibweise Yonc.

### Bevölkerungsentwicklung
Mit 85 Einwohnern (1. Januar 2022) gehört Yoncq zu den kleinen Gemeinden im Département Ardennes.
| Jahr      | 1962 | 1968 | 1975 | 1982 | 1990 | 1999 | 2006 | 2013 | 2022 |
| --------- | ---- | ---- | ---- | ---- | ---- | ---- | ---- | ---- | ---- |
| Einwohner | 159  | 161  | 145  | 126  | 112  | 86   | 93   | 110  | 85   |

Im Jahr 1847 wurde mit 431 Bewohnern die bisher höchste Einwohnerzahl ermittelt. Die Zahlen basieren auf den Daten von cassini.ehess und INSEE.

## Sehenswürdigkeiten
Die Kirche Saint-Rémi in Yoncq besitzt eine reiche Ausstattung aus dem 17. und 18. Jahrhundert. Dazu gehören der Hochaltar, das Tabernakel, die geschnitzte, bemalte Holzkanzel, der Altar aus Stein und Marmor sowie ein Gemälde, das die Taufe von Chlodwig durch Remigius von Reims (Saint-Rémi) darstellt.

## Wirtschaft und Infrastruktur
Die Landwirtschaft und das damit verbundene Kleingewerbe spielt in Yoncq nach wie vor die Hauptrolle. In der Gemeinde sind fünf Landwirtschaftsbetriebe ansässig (hauptsächlich Rinderzucht).
Die einzige Yoncq erschließende Straße führt aus Richtung Norden von Mouzon und Autrecourt-et-Pourron, aus Richtung Süden von der Départementsstraße 30 (Le Chesne-Stenay) nach Yoncq.

## Belege
1. ↑  Ortsname auf cassini.ehess.fr
2. ↑  Yoncq auf cassini.ehess
3. ↑  Yoncq auf INSEE
4. ↑  Landwirtschaftsbetriebe auf annuaire-mairie.fr (französisch)